# Grand Prix Formule 1 van Duitsland 2002
De Grand Prix Formule 1 van Duitsland 2002 werd gehouden op 28 juli 2002 op de Hockenheimring in Hockenheim.

## Uitslag
| Positie | Nummer | Rijder                | Team               | Ronden | Tijd/Opgave     | Startplaats | Punten |
| ------- | ------ | --------------------- | ------------------ | ------ | --------------- | ----------- | ------ |
| 1       | 1      | Michael Schumacher    | Scuderia Ferrari   | 67     | 1:27:52.078     | 1           | 10     |
| 2       | 6      | Juan Pablo Montoya    | Williams-BMW       | 67     | +10.503         | 4           | 6      |
| 3       | 5      | Ralf Schumacher       | Williams-BMW       | 67     | +14.466         | 2           | 4      |
| 4       | 2      | Rubens Barrichello    | Scuderia Ferrari   | 67     | +23.195         | 3           | 3      |
| 5       | 3      | David Coulthard       | McLaren - Mercedes | 66     | +1 Ronde        | 9           | 2      |
| 6       | 7      | Nick Heidfeld         | Sauber - Petronas  | 66     | +1 Ronde        | 10          | 1      |
| 7       | 8      | Felipe Massa          | Sauber - Petronas  | 66     | +1 Ronde        | 14          |        |
| 8       | 10     | Takuma Sato           | Jordan-Honda       | 66     | +1 Ronde        | 12          |        |
| 9       | 24     | Mika Salo             | Toyota             | 66     | +1 Ronde        | 19          |        |
| DNF     | 9      | Giancarlo Fisichella  | Jordan-Honda       | 59     | Motor           | 6           |        |
| DNF     | 4      | Kimi Räikkönen        | McLaren - Mercedes | 59     | Gespind         | 5           |        |
| DNF     | 16     | Eddie Irvine          | Jaguar Racing      | 57     | Remmen          | 16          |        |
| DNF     | 21     | Enrique Bernoldi      | Arrows - Cosworth  | 48     | Motor           | 18          |        |
| DNF     | 12     | Olivier Panis         | BAR-Honda          | 39     | Motor           | 7           |        |
| DNF     | 14     | Jarno Trulli          | Renault            | 36     | Gespind         | 8           |        |
| DNF     | 11     | Jacques Villeneuve    | BAR-Honda          | 27     | Versnellingsbak | 11          |        |
| DNF     | 15     | Jenson Button         | Renault            | 24     | Motor           | 13          |        |
| DNF     | 25     | Allan McNish          | Toyota             | 23     | Motor           | 17          |        |
| DNF     | 23     | Mark Webber           | Minardi - Asiatech | 23     | Hydrauliek      | 21          |        |
| DNF     | 20     | Heinz-Harald Frentzen | Arrows - Cosworth  | 18     | Hydrauliek      | 15          |        |
| DNF     | 17     | Pedro de la Rosa      | Jaguar Racing      | 0      | Transmissie     | 20          |        |
| DNQ     | 22     | Alex Yoong            | Minardi - Asiatech | 0      | 107% Regel      | 22          |        |

## Wetenswaardigheden
- Laatste race: Enrique Bernoldi, Arrows.
- Alex Yoong kwalificeerde zich niet voor de race vanwege de 107% regel. Het was de laatste keer in de Formule 1-historie dat dit gebeurde tot de Grand Prix van Australië 2011.

## Statistieken
| Snelste ronde | Michael Schumacher | Scuderia Ferrari | 1:16.462 |

## Noot
- Dit was de vijftigste Grand Prix-start voor een Colombiaanse coureur.
- Tiende podiumplaats voor Juan Pablo Montoya en voor een Colombiaanse coureur.

1931 · 1932 · 1934 · 1935 · 1936 · 1937 · 1938 · 1939 · 1951 · 1952 · 1953 · 1954 · 1956 · 1957 · 1958 · 1959 · 1961 · 1962 · 1963 · 1964 · 1965 · 1966 · 1967 · 1968 · 1969 · 1970 · 1971 · 1972 · 1973 · 1974 · 1975 · 1976 · 1977 · 1978 · 1979 · 1980 · 1981 · 1982 · 1983 · 1984 · 1985 · 1986 · 1987 · 1988 · 1989 · 1990 · 1991 · 1992 · 1993 · 1994 · 1995 · 1996 · 1997 · 1998 · 1999 · 2000 · 2001 · 2002 · 2003 · 2004 · 2005 · 2006 · 2008 · 2009 · 2010 · 2011 · 2012 · 2013 · 2014 · 2016 · 2018 · 2019